# Majeurs et mariés
Majeurs et mariés (18 to Life) est une sitcom canadienne en 25 épisodes de 22 minutes créée par Derek Schreyer et Karen Troubetzkoy, diffusée entre le 4 janvier 2010 et le 28 mars 2011 sur le réseau CBC.
Au Québec, la série est diffusée depuis le 24 août 2010 sur VRAK.TV et en France sur Orange Cinema Séries.

## Synopsis
La série met en scène Stacey Farber et Michael Seater dans les rôles respectifs de Jessie Hill et Tom Bellow, un jeune couple qui décide de relever le défi de se marier juste après la fin de leurs études secondaires. La distribution inclut également Peter Keleghan et Ellen David dans le rôle des parents de Tom — Ben et Judith Bellow ; ainsi que Alain Goulem et Angela Asher en tant que Phil and Tara Hill, les parents de Jessie. Les deux familles sont voisines et ont pour adage « Aimez votre voisin mais n'abattez pas la haie » (« Good fences make good neighbours »). Les parents de Jessie sont libres d'esprit et ne croient pas en le constructivisme social du mariage ou de la religion organisée. Ils hébergent un réfugié d'Irak vivant dans leur sous-sol. Les parents de Tom sont des traditionnels cols blancs pointilleux en ce qui concerne les règles. Le père de Tom est un juge qui s'est converti au Judaïsme à son mariage et la mère de Tom est une femme au foyer. Jessie et Tom finissent par s'installer dans la chambre du grenier des parents de Tom comme premier domicile conjugal, et essaient de garder un équilibre entre le collège, le travail, et les soucis d'être de nouveaux jeunes mariés. L'histoire se déroule à Montréal (Québec).

## Distribution
- Stacey Farber (VQ : Kim Jalabert) : Jessie Hill
- Alain Goulem (de) (VQ : Patrick Chouinard) : Phil Hill
- Angela Asher (VQ : Camille Cyr-Desmarais) : Tara Hill
- Jesse Rath (VQ : David Laurin) : Carter Boyd
- Kaniehtiio Horn (VQ : Ariane-Li Simard-Côté) : Monica Bellow
- Ellen David (VQ : Isabelle Leyrolles) : Judith Bellow
- Arielle Shiri (VQ : Célia Gouin-Arsenault) : Wendy Bellow
- Peter Keleghan (VQ : Daniel Picard) : Ben Bellow
- Michael Seater (VQ : Nicolas Charbonneaux-Collombet) : Tom Bellow
- Erin Agostino (VQ : Rosalie Julien) : Ava Turner
- Carl Alacchi (VQ : Paul Sarrasin) : Le réfugié (15 épisodes)
- Meaghan Rath : Violet / Erin Boyd (2 épisodes)

 Source et légende : version québécoise (VQ) sur Doublage.qc.ca

## Production
La série a été annoncée à l'origine en tant que coproduction entre la CBC et le réseau de télévision américain ABC, bien qu'ABC a plus tard abandonné la production Le pilote a été tourné en 2008 et le reste de la première saison a été tournée à l'été 2009. The CW, un autre réseau américain, s'est montré intéressé par la série et a annoncé le 15 juillet 2010 qu'il importerait la première saison aux États-Unis.
La saison 2 est tournée à l'été 2010 et fait sa réapparition sur CBC le 3 janvier 2011 avec treize nouveaux épisodes.
CBC a officiellement annulé la série, et a annoncé qu'il n'y aura pas de saison 3. La fin de la deuxième saison a été diffusée le 28 mars 2011, faisant du 25e épisode le dernier de la série.

## Distribution internationale
Majeurs et mariés a été diffusé sur The CW. Les six premiers épisodes ont été présentés en août 2010,. Le 19 août 2010, The CW a annoncé qu'elle avait retiré la série de sa grille-horaire. Le 24 août 2010, il a été rapporté qu'Arnie Gelbart, producteur exécutif de la série et chef de la direction de la société de production Galafilm Productions, a déclaré que The CW diffuserait les six épisodes restants de la première saison en décembre 2010.
En Inde, Zee Café a commencé à diffuser la première saison le 9 février 2011. Le réseau diffuse présentement la saison 2.

## Réception

### Critiques
John Doyle du Globe and Mail a indiqué que Majeurs et mariés « pétillait d'esprit » (« crackles with wit ») et que « Peter Keleghan était en parfaite condition avec le rôle du père de Tom ». Bill Harris de Quebecor Media a rapporté que l'idée était une « sorte de fraîcheur » (« kind of refreshing ») et l'a décrit comme une « combinaison canadienne de Meet the Parents et Modern Family ». Rob Owen du Pittsburgh Post-Gazette a décrit la série comme une « importation canadienne douce et épisodiquement divertissante ». Il a également comparé Majeurs et mariés à la sitcom Dharma et Greg. Roger Catlin du Hartford Courant a trouvé que Majeurs et mariés était une « sorte de douceur à la façon Disney/ABC Family » (« kind of sweet in a Disney/ABC Family kind of way »).
Brad Oswald du Winnipeg Free Press a déclaré qu'il y avait « plenty of next-door comedy », mais il a cependant trouvé le principe « tout simplement pas crédible » (« simply isn't believable »). Glenn Garvin du Miami Herald n'apprécie pas la série. « The CW, un réseau visant les jeunes filles, n'a apparemment pas pu trouver un réseau américain stupide ou assez vénal pour faire une comédie de situation sur les petites manies amusantes du mariage chez les jeunes filles. Merci d'être intervenu, Canada. Qu'est-ce qu'on aurait fait sans vous ? ». Megan Angelo du Wall Street Journal a par erreur, lors de la parution de sa critique, affirmé que la série était « adaptée d'un succès canadien », alors qu'il n'existe pas d'adaptation américaine de la série. Elle a ensuite mentionné qu'« il est étrange de présumer qu'une description relativement réaliste de la sexualité juvénile chez des jeunes quelque peu normaux (en comparaison) sans glamour et sexuellement actifs, soit pire que la version à paillettes que nous donne à voir The CW dans ses propres programmes ». Angelo poursuit en disant que « ce qui rend [la série] vraiment difficile à regarder, c'est les discours occasionnels de Tom et de Jessie sur le sexe ». Elle explique en outre que ce qui rend Majeurs et mariés si difficile à regarder par rapport à des séries telles que Gossip Girl et 90210 est que « créer un monde crédible et essayer de légitimer tout cela ne fait que le rendre pire — et le plus souvent, The CW n'essaie pas ». Mary McNamara, critique de télévision pour le Los Angeles Times, commence sa critique par « La conception de cette série n'a rien de nouveau sur The CW. Sauf, peut-être, dans son engagement à l'ancienne pour mariage ». McNamara fait plus tard une déclaration osée et quelque peu contradictoire : « Il est beaucoup plus choquant de voir ces jeunes gens faire un saut dans le mariage que ce serait s'ils étaient simplement en train d'avoir des relations sexuelles ou même d'emménager ensemble ». Quant au scénario de la série, McNamara a déclaré qu'il se « joue comme un exercice d'improvisation dans un cours d'art dramatique du secondaire ».
Jaime Weinman de Maclean's a analysé les critiques américaines négatives, en particulier celles du LA Times et du Wall Street Journal, et s'intéressait quant à leur « critique de la série juste parce qu'il s'agit de deux jeunes de 18 ans qui se marient ». Concernant la critique du Wall Street Journal, Weinman a déclaré qu'il s'agissait d'une « odd presumption » de dire qu'« a relatively realistic portrayal of teenage sex, of somewhat normal and (comparatively) de-glamourized teens who have been sexually active, is worse than the glossy version we get on the CW’s own shows. » En réponse au commentaire de McNamara's dans le LA Times à propos du mariage qu'elle qualifiait de choquant, Weinman a insisté sur le fait « que cela faisait partie du point de la série : les personnages prennent une décision qui a plus d'impact que toute autre, légalement et culturellement, et une [décision] dont leurs parents craignent qu'elle va ruiner leur vie ».

### Audiences
La série a débuté le 4 janvier 2010 sur CBC. Seuls les taux d'audience du top 30 sont disponibles au Canada, et Majeurs et mariés n'y a jamais figuré lors de la première saison.
Sur The CW, le pilote avait attiré 1,01 million de téléspectateurs le 3 août 2010, et une cote de 0.4 chez les adultes de 18 à 49 ans, perdant des téléspectateurs par rapport à la rediffusion de la très mal-cotée télé-réalité estivale Plain Jane (en) qui précédait l'épisode. L'audience des deux épisodes suivants diffusés le 10 août, avait encore chuté avec 760 000 téléspectateurs et une cote de 0,3 chez les adultes de 18 à 49.
| Ordre | Épisode             | Date de diff. aux É.-U. | Cote | Part | Cotes/Parts (18-49) | Téléspectateurs (millions) | Rang (interval de temps) |
| ----- | ------------------- | ----------------------- | ---- | ---- | ------------------- | -------------------------- | ------------------------ |
| 1     | A Modest Proposal   | 3 août 2010             | 0.7  | 1    | 0.4/1               | 1.010                      | 5                        |
| 2     | No Strings Attached | 3 août 2010             | 0.6  | 1    | 0.3/1               | 0.862                      | 5                        |
| 3     | It's My Party       | 10 août 2010            | 0.6  | 1    | 0.3/1               | 0.747                      | 5                        |
| 4     | Detour              | 10 août 2010            | 0.5  | 1    | 0.3/1               | 0.776                      | 5                        |
| 5     | Baby Got Bank       | 17 août 2010            | 0.5  | 1    | 0.3/1               | 0.802                      | 5                        |
| 6     | Goy Story           | 17 août 2010            | 0.5  | 1    | 0.3/1               | 0.746                      | 5                        |

## Home video
La deuxième saison de Majeurs et mariés est disponible en anglais sur le iTunes Store canadien,. La saison 1 est également disponible en DVD et sur le magasin en ligne de la CBC.